# Niedersächsische Besoldungs- und Versorgungsanpassungsgesetze
Die Niedersächsischen Besoldungs- und Versorgungsanpassungsgesetze (NBVAnpG) regeln turnusmäßig die Anpassung der Besoldung der Beamten und Versorgungsempfänger im Bundesland Niedersachsen. Üblicherweise orientieren sie sich an dem jeweils gültigen Tarifvertrag für den öffentlichen Dienst der Länder.

## Anpassungen seit 2009
| Datum            | Erhöhung                   | Gesetz                                        | Fundstelle              |
| ---------------- | -------------------------- | --------------------------------------------- | ----------------------- |
| 1. März 2009     | 3 %                        | § 1 NBV AnpG 2009/2010 vom 14. Mai 2009       | Nds. GVBl. 2009, 203    |
| 1. März 2010     | 1,2 %                      | § 2 NBV AnpG 2009/2010 vom 14. Mai 2009       | Nds. GVBl. 2009, 203    |
| 1. April 2011    | 1,5 %                      | § 1 NBV AnpG 2011/2012 vom 26. Mai 2011       | Nds. GVBl. 2011, 141    |
| 1. Januar 2012   | 1,9 %                      | § 3 NBV AnpG 2011/2012 vom 26. Mai 2011       | Nds. GVBl. 2011, 141    |
| 1. April 2013    | 2,65 %                     | § 1 NBV AnpG 2013 vom 3. Juni 2013            | Nds. GVBl. 2013, 124    |
| 1. Juni 2014     | 2,95 %                     | § 2 NBV AnpG 2014 vom 16. Dezember 2013       | Nds. GVBl. 2013, 310    |
| 1. Juni 2015     | 2,5 %                      | § 2 NBV AnpG 20115/2016 vom 16. Dezember 2014 | Nds. GVBl. 2014, 377    |
| 1. Juni 2016     | 2,0 %                      | § 3 NBV AnpG 2015/2016 vom 16. Dezember 2014  | Nds. GVBl. 2014, 377    |
| 1. Juni 2017     | 2,5 %                      | § 2 NBV AnpG 2017/2018 vom 20. Dezember 2016  | Nds. GVBl. 2016, 308    |
| 1. Juni 2018     | 2,5 %                      | § 3 NBV AnpG 2017/2018 vom 20. Dezember 2016  | Nds. GVBl. 2016, 308    |
| 1. März 2019     | 3,16 %                     | § 2 NBV AnpG 2019/2020/2021 vom 20. Juni 2019 | Nds. GVBl. 2019, 114    |
| 1. März 2020     | 3,2 %                      | § 3 NBV AnpG 2019/2020/2021 vom 20. Juni 2019 | Nds. GVBl. 2019, 114    |
| 1. März 2021     | 1,4 %                      | § 4 NBV AnpG 2019/2020/2021 vom 20. Juni 2019 | Nds. GVBl. 2019, 114    |
| 1. Dezember 2022 | 2,8 %                      | § 2 NBV AnpG 2022 vom 23. September 2022      | Nds. GVBl. 2022, 598    |
| 1. November 2024 | 200,-- €, Zuschläge 4,76 % | § 2 NBV AnpG 2024/25 vom 25. September 2024   | Nds. GVBl. 2024, Nr. 83 |
| 1. Februar 2025  | 5,5 %                      | § 3 NBV AnpG 2024/25 vom 25. September 2024   | Nds. GVBl. 2024, Nr. 83 |

Auf Grund des Niedersächsischen Inflationsausgleichssonderzahlungsgesetzes vom 14. März 2024 (Nds. GVBl. 2024 Nr. 23) erhielten die Beamten für die Monate Januar bis Oktober 2024 nach § 3 Nr. 11c des Einkommenssteuergesetzes steuerfreie Sonderzahlungen in Höhe von insgesamt 3.000 €. Die Versorgungsempfänger bekommen diese anteilig nach ihrem Ruhegehaltssatz.